# Kügy ürügy
A Kügy ürügy (A Scause for Applause) a South Park című amerikai animációs sorozat 236. része (a 16. évad 13. epizódja). Elsőként 2012. október 31-én sugározták az Egyesült Államokban. Magyarországon 2013. február 26-án mutatta be a magyar Comedy Central. Az epizód cselekménye Lance Armstrong doppingbotrányát és annak utóhatásait figurázza ki.

## Cselekmény
|  | Alább a cselekmény részletei következnek! |

Az emberek országszerte levágatják a karjukról a "Mit tenne Jézus?" karkötőket, miután bekerül a hírekbe, hogy teljesítményfokozó szerek és más illegális szerek nyomait fedezték fel a torinói leplen, ami azt bizonyítja, hogy Jézus nem szenvedett az emberek bűneiért, és nem is volt képes önmagától csodákat tenni, hanem "nagyon be volt tépve". Ezért az egyház elkezdi eltüntetni Jézus ábrázolásait és a nevét is. Stan viszont nem veszi le a karkötőt, mert tetszik neki, és már régóta megvan. Ezért meghívják őt a Charlie Rose Show-ba, mint az egyetlen embert az országban, aki még mindig viseli. A műsorban véleményütköztetés címén először megkérdezik Chris Martint, aki faroknak nevezi Stant és lehordja őt - de Stan csak a karkötővel foglalkozik. Majd megkérdezik "Kretén Halat", aki "kiáll" Stan mellett. Később aztán Stan produkciója egy új mozgalmat indít az önmagukért kiálló embereknek, amit egy új barna karkötő jelképez. Mr. Mackey is hordani kezdi, valamint Butters is, aki közli Stannel, hogy köszöni, hogy olyan sokat tett a belarusz farmerekért. Stannek azonban fogalma sincs róla, hogy azok az emberek is hordják a karkötőjét. Az "Álld a sarat" mozgalom országosan sikeres lesz, Stan pedig még egy Nike-reklámban is szerepel.
Hamarosan francia tudósok jelennek meg az iskolában és közlik, hogy szerintük (és Craig szerint) Stan csalt: valójában levette egyszer a sárga karkötőt, majd pillanatragasztóval tette vissza. Habár a teszt bebizonyítja, hogy tényleg így volt, Stan továbbra is tagadja a dolgot és boszorkányüldözésnek titulálja az eseményeket, és emiatt még Kyle-lal is összevitatkozik. Elhatározza, hogy bizonyítja, neki van igaza, ezért betör az egyik francia tudós házába, hogy találjon valamit, amivel rossz hírét keltheti. Történetesen Jézus is ott van, pont ugyanezért. Jézus és Stan is tagadják az emberek vádaskodásait, de abban egyetértenek, hogy ha felkeltenék a figyelmet egy fontos ügyre, például a belarusz farmerek helyzetére, és segítenének rajtuk, akkor újra szeretnék őket az emberek. Ennek leghatásosabb módja pedig egy karkötő készítése, amit P. F. Pityef készít a gyárában (aki Dr. Seuss rímekben beszélő mesefiguráinak mintájára van ábrázolva). Ő a karkötőket "kügynek" nevezi, és a belarusz farmerek részére egy narancsszínűt készít.
Jézus elmegy Belaruszba, hogy segítsen a farmereken. A helyszínről tudósító riporter szerint ez talán csak figyelemelterelés, hogy véget vessen a doppingjáról szóló pletykáknak, és miközben emiatt magyarázkodik, a kormány a farmerek közé lövet és elfoglalja a földjüket. A karkötők így elértéktelednek, P.F. Pityef pedig, miután jól megszedte magát belőlük, el akar menni. Közben Jézus és Stan úgy vélik, hogy át lettek ejtve. Stan megkérdezi, hogy "mit tenne Jézus", aki ennek hatására doppingszert fogyaszt, és egy kigyúrt dühöngő őrültté változik. Pityefet bedobja egy darálóba, ami ennek hatására felrobban, szétvetve a kügy-gyárat. Ezután Jézus beszédet intéz a városka lakóihoz, és azt mondja nekik, hogy ezeket az ügyeket nem szabad karkötőn viselni - hanem helyette pólón, és megmutatja, hogy "Szabad Pussy Riot-ot!" feliratú pólót visel.

## Kulturális utalások
Az, ahogy a városka lakói levetetik magukról a "Mit tenne Jézus?" karkötőket, utalás Lance Armstrong doppingbotrányára, illetve az általa forgalmazott Livestrong műanyag karkötőkre.Miután Armstrongról kiderült, hogy doppingszereket használt, megfosztották hét Tour de France-győzelmétől, és az emberek is elfordultak tőle. Jézus és Stan is makacsul tagadják az epizód során mindvégig, hogy azt csinálták, amivel vádolják őket.
A francia tudós karaktere utalás a Carol Burnett Show-ban szereplő Mr. Tudball-ra, akit Tim Conway játszott. A show neve el is hangzik egyszer az epizódban.
Az utolsó jelenetben Jézus nemcsak a Pussy Riot egyes tagjainak letartóztatására utal, hanem arra is, hogy a köztudatba kerülésük óta a hozzájuk kötődő merchandise és egyéb termékek eladása ugrásszerűen megnőtt.
P.F. Pityef karaktere, az, ahogy meg van rajzolva, és ahogy rímekben beszél, Dr. Seuss meséire történő utalás.

## Forráshivatkozások
1. ↑  South Park: “A Scause for Applause” (angol nyelven). The A.V. Club, 2012. november 1. (Hozzáférés: 2023. november 22.)
2. ↑  Dzhanpoladova, Claire Bigg, Natalya: Who Owns the Pussy Riot Brand? (angol nyelven). The Atlantic, 2012. november 3. (Hozzáférés: 2023. november 22.)